# Trang Nguyen
Trang Nguyen ou Nguyên Thị Thu Trang (Vietnã, 2 de março de 1990) é um conservacionista da vida selvagem vietnamita, ativista ambiental e escritora. Ela é conhecida pelos seus trabalhos de conservação no combate ao comércio ilegal de vida selvagem na África e na Ásia. No Vietnã, ela é bem conhecida por seus livros "Tro Ve Noi Hoang Da" (De volta ao deserto) e "Chang hoang da - Gau" (Chang é louco por ursos).

## Reconhecimento
Em 2018, aos 28 anos, Trang Nguyen recebeu os prêmios Future for Nature, e Eco-Warrior do Elle Style Awards. Ela também foi uma das 30 pessoas abaixo dos 30 anos indicadas pela Forbes Vietnã, e foi nomeada para o "Mulheres do Futuro - região do Sudeste Asiático 2018", por sua contribuição pela conservação global da vida selvagem. Ela também foi incluída nas listas das 100 mulheres mais influentes do mundo pela BBC em 2019 e das 30 pessoas abaixo dos 30 anos da Forbes Asia em 2020.
Em 2013, Trang foi imortalizada como personagem de um jogo online para ajudar a aumentar a conscientização sobre a conservação dos rinocerontes. O jogo atraiu mais de 3 milhões de jogadores nas primeiras duas semanas após o lançamento do jogo.
Em 2018, Trang Nguyen participou do documentário sul-africano, Stroop: Journey into the Rhino Horn War e o documentário estadunidense Breaking Their Silence: Women on the Frontline of the Poaching War.